# Суворов Олександр Валерійович
Олександр Валерійович Суворов (рос. Александр Валерьевич Суворов; нар. 8 листопада 1979, Арзамас-16, Горьковська область, РРФСР, СРСР) — російський актор.

## Життєпис
Олександр Суворов народився 8 листопада 1979 року в місті Арзамас-16. Навчався на театральному відділенні місцевої школи мистецтв № 2.
У 2000 році закінчив Театральне училище ім. Щепкіна (курс В. Коршунова). 
Був актором Російського академічного Молодіжного театру у 2000-2011 роках.
З 2019 року актор Московським драматичним театром «Постскриптум».

## Особисте життя
Олександр Суворов був одружений з акторкою Мариною Князєвою у 2001-2003 роках. Нині одружений з журналісткою Катериною Суворовою.

## Фільмографія
- 2018 — Доглядальниця — власник бару
- 2016 — Василиса — Алі
- 2016 — Шкідливі поради — Віталій[1]
- 2015 — Останній яничар — Альтан[2]
- 2015 — Скелелазка — Михайло
- 2014-2015 — Степові вовки — Гриша-барон
- 2014 — Там де ти —Леонід
- 2014 — Таємне місто-3 — Ортега
- 2013 — Щаслива — Ігор, чоловік Лариси
- 2013 — Наречений — Артур
- 2011-2012 — Молодята  — Олег, колишній хлопець Лєри
- 2010 — Глухар. «Знову Новий!» — Роман
- 2010 — Москва. Три вокзалу — Петя Меркулов, фотограф
- 2010 — Шляховики-2 — «Ферзь»
- 2009-2010 — Кармеліта. Циганська пристрасть — Миро
- 2009 — Її серце — Денис
- 2008 — Жінка без минулого — Ставрос Зангеліді, гончар
- 2007-2009 — Вогонь кохання — Борис Головін
- 2006 — Троє зверху — сусід Дарії
- 2005 — Аеропорт — Рол, новий наречений
- 2005 — Кармеліта — Миро
- 2003 — Смак вбивства — Юрій Гурзо, фотограф
- 2002 — Дронго — епізодична роль
- 2001 — Громадянин начальник